# Tarnóczy Szabolcs
Tarnóczy Szabolcs (Budapest, 1957. augusztus 7. – Bécs, 2015. január 15.) hungarista politikus, újságíró, a Jobbik hegyeshalmi szervezetének elnöke, a kuruc.info és több, egykori emigráns újság (Új hídfő) szerkesztője, publicistája.

## Élete
Fényképész szakképesítése megszerzése után, politikai és teológiai ismeretekre tett szert. Antikommunista és hungarista gondolkodás jellemezte. 1983-ban Ausztriába emigrált mint politikai menekült, ahol menedékjogot és állampolgárságot kért és kapott. Több, külföldön működő, emigráns, hungarista és keresztény lap (Katolikus Magyarok Vasárnapja, Új Hídfő, Nemzetőr, Szolgálat, Bécsi Napló, Magyarok vasárnapja) újságírója lett. A rendszerváltás után is hungarista körökben mozgott, és számos hungarista vagy szélsőjobboldali lapban jelentek meg írásai (Szittya Kürt, Front ...). 2006 szeptemberétől részt vett a Gyurcsány-ellenes tüntetéseken, és a megmozdulások egyik meghatározó alakja lett. Ezt követően a kuruc.info hírportálon publikált, ahol nyíltan vállalta a nevét. Haláláig megmaradt a portál munkatársának.

## Halála és temetése
2015. január 15. reggelén, szívroham következtében hunyt el. A kuruc.info szerkesztősége 2015. január 16-i nekrológjában ezt írta:
"A Kuruc.info olvasóink által kedvelt és elismert munkatársa 2015. január 15-én reggel váratlanul visszaadta lelkét Teremtőnknek. Portálunk régi, rendszeres szerzőjeként jobbnál jobb írásokkal, gondolatokkal gyarapította olvasóink tudását, tartotta életben vagy gyújtotta újra lángra Istenbe és nemzetünk felemelkedésébe vetett hitünket. 58 éves volt."
Vona Gábor, a Jobbik elnöke is megemlékezett Facebook-oldalán az újságíróról:
"Egy újságíró barátom távozott, akivel nagyon sokat vitáztam levélben Istenről, kereszténységről, vallásról, nemzetről. Vitáztunk, mert az alapvető dolgokban egyetértettünk, és vitázni csak azzal lehet jól és értelmesen, akivel közös az értékrended. Anélkül veszekedés lesz belőle. Nekünk viszont közös volt az értékrendünk, a részletekről viszont sokat és hasznosan tudtunk eszmét cserélni. Tudtuk, hogy az értékeink, a céljaink közösek, hiszen az Istenünk is az. Tisztelettel, higgadtan, emberséggel, értelmesen, hittel. Ezek a szavak jutnak eszembe róla. Én még tele vagyok kérdéssel, Ő már mindent tud. Nyugodjon békében!" 
Hamvait 2015. március 5-én a budapesti Farkasréti temető Makovecz Imre által tervezett ravatalozóban történő búcsúztatása után helyezték örök nyugalomra, a család sírboltjában. A temetésen részt vett Hering József újságíró és Novák Előd, a Jobbik Magyarországért Mozgalom alelnöke, aki a párt vezetősége nevében egy koszorút helyezett el az elhunyt síremlékén.

## Művei
- Csillagösvény vándora. Novellák és versek; Tarnóczy Szabolcs, Hegyeshalom 2007 (Grál füzetek)
- Mikrokozmosz; Tarnóczy Szabolcs, Hegyeshalom 2007 (Grál füzetek)
- Trombitaszó, a felhők közt. Hangjáték hét beszélgetésben; Tarnóczy Szabolcs, Hegyeshalom 2007 (Grál füzetek)